# Dorothy Steel
Dorothy Steel (23 de fevereiro de 1926 - 15 de outubro de 2021) foi uma atriz americana. Iniciando sua carreira aos 88 anos, ela interpretou personagens menores em vários filmes de alto perfil, incluindo Black Panther, Poms, Jumanji: The Next Level e seu último filme, Black Panther: Wakanda Forever.
Nascida em Detroit, Michigan, em 1926, morou em Atlanta, Geórgia por muitos anos. Ela trabalhou por muitos anos como oficial sênior da Receita para o Internal Revenue Service, se aposentando do serviço em 7 de dezembro de 1984. Depois de viver nas Ilhas Virgens dos Estados Unidos por 20 anos, Steel se mudou para Atlanta para morar mais perto de seu filho e neto. Em 2014, Steel começou a atuar no teatro comunitário no Frank Bailey Senior Center em Riverdale, e logo começou a receber papéis em filmes feitos localmente. Steel morreu em sua casa em Detroit, sua terra natal, em 15 de outubro de 2021, aos 95 anos.

## Filmografia
| Ano       | Título                                | Papel                   | Notas                                                       |
| --------- | ------------------------------------- | ----------------------- | ----------------------------------------------------------- |
| 2015      | The Trouble with Going Somewhere      | Senhora Williams        | Episódio: "Paranoia All Over You"                           |
| 2016      | Black Majick                          | Senhorita Mattie        | Curta-metragem                                              |
| 2016      | The Refuge                            | Martha                  | Curta-metragem                                              |
| 2016      | Merry Christmas, Baby                 | Mulher idosa            | Filme para TV                                               |
| 2017      | Daisy Winters                         | Louise                  |                                                             |
| 2018      | Pantera Negra                         | Anciã da tribo mercante |                                                             |
| 2016-2018 | Saints & Sinners                      | Madre Harris            | 4 episódios, papel recorrente                               |
| 2019      | Poms                                  | Dorris                  |                                                             |
| 2019      | Christmas Wishes and Mistletoe Kisses | Dolores                 | Filme para TV (como Dorothy M. Steel)                       |
| 2019      | The Oval                              | Cliente da Farmácia     | Episódio: "Rats Can Smell Poison" (como Dorothy M. Steel)   |
| 2019      | Jumanji: The Next Level               | Anciã da aldeia         |                                                             |
| 2020      | Emperor                               | Escrava                 |                                                             |
| 2022      | Black Panther: Wakanda Forever        | Anciã da tribo mercante | Pós-produção; Lançamento póstumo (Último papel em um filme) |